# Marcgravia gentlei
Marcgravia gentlei là một loài thực vật có hoa trong họ Marcgraviaceae. Loài này được Lundell mô tả khoa học đầu tiên năm 1941.